# Minot Minotauros
Minot Minotauros är ett amerikanskt juniorishockeylag som spelar i North American Hockey League (NAHL) sedan de grundades 2011. De spelar sina hemmamatcher i inomhusarenan Maysa Arena, som har en publikkapacitet på 1 800 åskådare vid ishockeyarrangemang, i Minot i North Dakota. Minotauros har fortfarande inte vunnit någon Robertson Cup, som delas ut till det lag som vinner NAHL:s slutspel.
De har fostrat spelare som Blake Lizotte och Jon Lizotte.